# Фарерские острова на Паралимпийских играх
Фарерские острова на Паралимпийских играх впервые приняли участие в 1984 году на летних Играх в Сток-Мандевиле и Нью-Йорке, и с тех пор принимает участие на всех летних Играх. На зимних Играх делегация Фарерских островов участия пока не принимала.
На настоящее время спортсмены Фарерских островов завоевали на всех Играх в сумме 13 медалей, из них 1 золотую.

## Медальный зачёт

### Медали летних Паралимпийских игр
| Игры                          | Золото | Серебро | Бронза | Всего | Место |
| ----------------------------- | ------ | ------- | ------ | ----- | ----- |
| 1984 Сток-Мандевиль, Нью-Йорк | 0      | 0       | 0      | 0     | —     |
| 1988 Сеул                     | 1      | 3       | 3      | 7     | 35    |
| 1992 Барселона                | 0      | 1       | 0      | 1     | 49    |
| 1996 Атланта                  | 0      | 0       | 0      | 0     | —     |
| 2000 Сидней                   | 0      | 3       | 1      | 4     | 52    |
| 2004 Афины                    | 0      | 0       | 1      | 1     | 73    |
| 2008 Пекин                    | 0      | 0       | 0      | 0     | —     |
| 2012 Лондон                   | 0      | 0       | 0      | 0     | —     |
| 2016 Рио-де-Жанейро           | 0      | 0       | 0      | 0     | —     |
| 2020 Токио                    | 0      | 0       | 0      | 0     | —     |
| Итого                         | 1      | 7       | 5      | 13    |       |